# طوفان سفید (فیلم)
طوفان سفید (انگلیسی: White Squall) یک فیلم سینمایی آمریکایی در ژانر فیلم فاجعه به کارگردانی ریدلی اسکات است که در سال ۱۹۹۶ منتشر شد.

## بازیگران
- جف بریجز - کریستوفر شلدون
- کارولین گودال - آلیس شلدون
- جان سوج - مک‌کری
- رایان فیلیپ - گیل مارتین
- اسکات ولف - چاک جیگ
- بالتازار گتی - تاد جانستون
- جرمی سیستو - فرانک بومانت
- جیسون مارسدن - شی جنینگز
- جیمز ربهورن - کاپیتان تایلر
- دیوید سلبی - فرانسیس بومانت